# Reprezentacja Zimbabwe w krykiecie mężczyzn
Reprezentacja Zimbabwe w krykiecie mężczyzn – drużyna sportowa krykieta, reprezentująca Zimbabwe w meczach i turniejach międzynarodowych. Za jej funkcjonowanie odpowiedzialny jest Zimbabwe Cricket.
Reprezentacja Zimbabwe zadebiutowała na mistrzostwach świata w roku 1983. Jej największym sukcesem było trzykrotne zakwalifikowanie się do najlepszej szóstki turnieju, nazywanej Super 6. W 2003 Zimbabwe wspólnie z Południową Afryką i Kenią było gospodarzem tej imprezy. Zimbabwe trzykrotnie tryumfowało ICC Trophy, turnieju dla drużyn bez pełnego członkostwa w ICC. W ICC Champions Trophy i ICC World Twenty20 reprezentanci Zimbabwe nie osiągnęli do tej pory sukcesów, za każdym razem kończyli rywalizację na pierwszej z możliwych rund.

## Udział w imprezach międzynarodowych

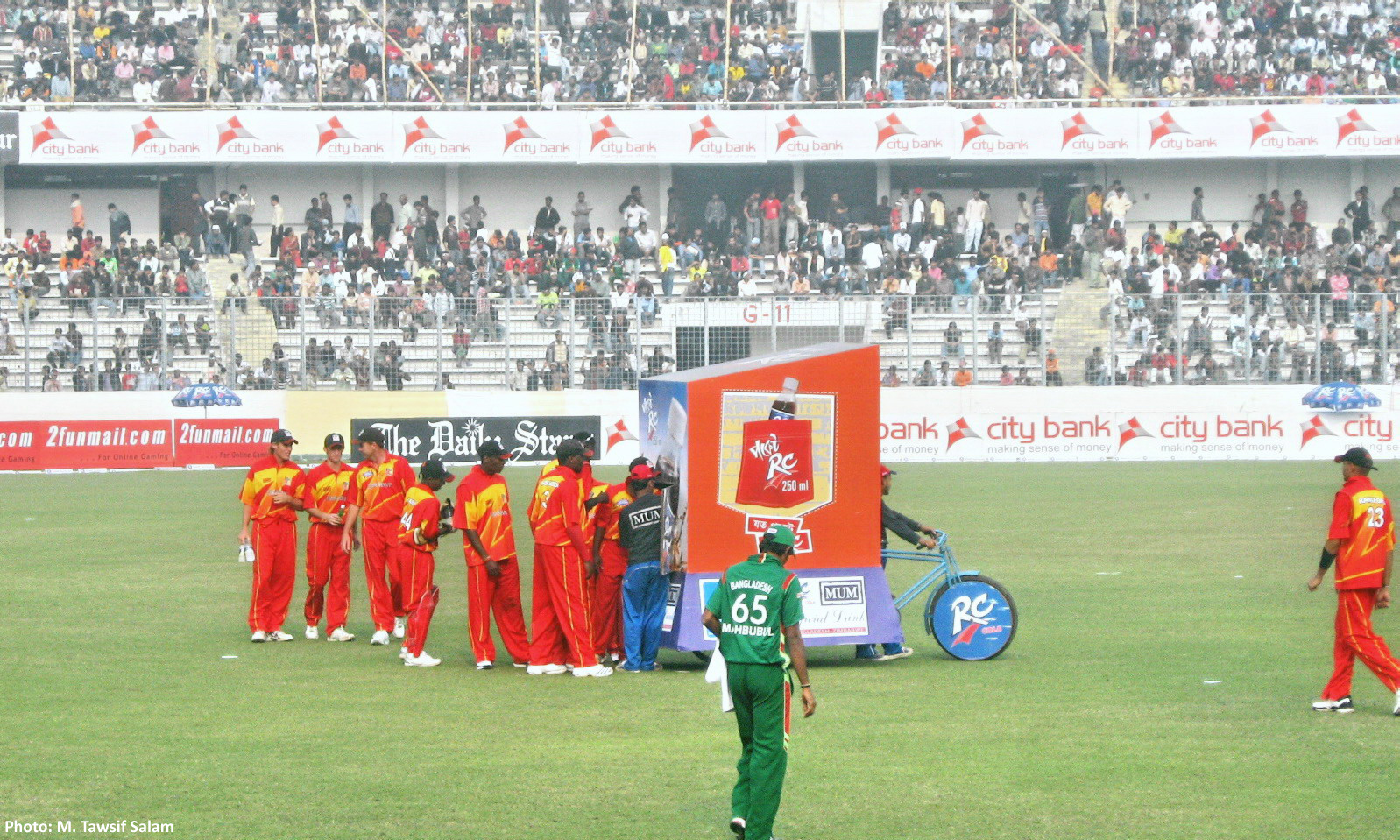
Reprezentanci Zimbabwe w przerwie meczu jednodniowego z Bangladeszem w styczniu 2009 r. na Sher-e-Bangla National Cricket Stadium w Dhace.

### Mistrzostwa świata
| Udział w mistrzostwach świata | Udział w mistrzostwach świata         |
| Rok                           | Wynik                                 |
| ----------------------------- | ------------------------------------- |
| 1975                          | Brak udziału (brak członkostwa w ICC) |
| 1979                          | Brak udziału (brak członkostwa w ICC) |
| 1983                          | Faza grupowa                          |
| 1987                          | Faza grupowa                          |
| 1992                          | Faza grupowa                          |
| 1996                          | Faza grupowa                          |
| 1999                          | Super 6                               |
| 2003                          | Super 6                               |
| 2007                          | Faza grupowa                          |
| 2011                          | Faza grupowa                          |
| 2015                          | Faza grupowa                          |
| 2019                          | Nie zakwalifikowała się               |
| 2023                          | –                                     |

### ICC Trophy
| Udział w ICC Trophy | Udział w ICC Trophy                    |
| Rok                 | Wynik                                  |
| ------------------- | -------------------------------------- |
| 1979                | Brak udziału (brak członkostwa w ICC)  |
| 1982                | Mistrzostwo                            |
| 1986                | Mistrzostwo                            |
| 1990                | Mistrzostwo                            |
| 1994                | Brak udziału (pełnoprawny członek ICC) |
| 1997                | Brak udziału (pełnoprawny członek ICC) |
| 2001                | Brak udziału (pełnoprawny członek ICC) |
| 2005                | Brak udziału (pełnoprawny członek ICC) |

### ICC Champions Trophy
(rozgrywane jako ICC Knockout w 1998 i 2000 r.)
| Udział w ICC Champions Trophy | Udział w ICC Champions Trophy                          |
| Rok                           | Wynik                                                  |
| ----------------------------- | ------------------------------------------------------ |
| 1998                          | 1/8 finału                                             |
| 2000                          | Ćwierćfinał                                            |
| 2002                          | Faza grupowa                                           |
| 2004                          | Faza grupowa                                           |
| 2006                          | Runda kwalifikacyjna                                   |
| 2009                          | Brak kwalifikacji (poza najlepszą ósemką rankingu ODI) |
| 2013                          | Brak kwalifikacji (poza najlepszą ósemką rankingu ODI) |
| 2017                          | Brak kwalifikacji (poza najlepszą ósemką rankingu ODI) |

### ICC World Twenty20
| Udział w ICC World Twenty20 | Udział w ICC World Twenty20 |
| Rok                         | Wynik                       |
| --------------------------- | --------------------------- |
| 2007                        | Faza grupowa                |
| 2009                        | Brak udziału                |
| 2010                        | Faza grupowa                |
| 2012                        | Faza grupowa                |
| 2014                        | Faza grupowa                |
| 2016                        | Faza grupowa                |
| 2020                        | –                           |